# 三菱HCビジネスリース
三菱HCビジネスリース株式会社（みつびしエイチシービジネスリース、英文社名： Mitsubishi HC Business Lease Corporation）とは、リース業を主な事業とする企業である。本社を東京都港区西新橋に置く。三菱HCキャピタルの連結子会社。
2021年10月1日付で日立キャピタルNBL（ひたちキャピタルエヌビーエル）から社名変更された。

## 沿革
- 2001年（平成13年）
  - 2月 - 日本信販（現・三菱UFJニコス）のリース部門を分社し独立。 同年4月より新たにベンダーリース専業会社として事業を開始[2]。
  - 7月 - 三和銀行（のちのUFJ銀行、現・三菱UFJ銀行）の子会社となる[2]。
- 2005年（平成17年）10月 - 三菱UFJフィナンシャル・グループの発足に伴い、同グループの一社となる[2][3]。
- 2007年（平成19年）3月 - リース満了業務委託先であるエヌ・エス・リースサービス株式会社を吸収合併[2]。
- 2011年（平成23年）10月 - 三菱東京UFJ銀行（現・三菱UFJ銀行）が保有する当社株式の40％を日立キャピタル（現・三菱HCキャピタル）に譲渡。同社の持分法適用関連会社となる。[4]。
- 2013年（平成25年）4月 - 三菱東京UFJ銀行が保有する当社株式の60％を日立キャピタルに譲渡。同社の連結子会社となる[2][5]。
- 2014年（平成26年）8月 - 日本ビジネスリースから日立キャピタルNBL株式会社に商号変更[2][6]。
- 2018年（平成30年）
  - 1月 - 日立キャピタルより情報通信機器分野におけるベンダーソリューション事業を承継[2][7]。
  - 10月 - 日立キャピタルよりライフソリューション分野におけるベンダーソリューション事業を承継[2][8]。
- 2021年（令和3年）
  - 4月 - 日立キャピタルと三菱UFJリースの経営統合に伴い、親会社が三菱HCキャピタルとなる。
  - 10月 - 社名を三菱HCビジネスリース株式会社に変更[2]。

## 加盟団体
- 社団法人リース事業協会